# Дунеря-Міке
Дунеря-Міке (рум. Dunărea Mică) — село у повіті Мехедінць в Румунії. Входить до складу комуни Девесел.
Село розташоване на відстані 268 км на захід від Бухареста, 15 км на південь від Дробета-Турну-Северина, 89 км на захід від Крайови.

## Населення
За даними перепису населення 2002 року у селі проживали 83 особи, усі — румуни. Усі жителі села рідною мовою назвали румунську.